# Saison 2013-2014 du CA Bastia
La saison 2013-2014 du CA Bastia, club de football français, voit le club évoluer en Ligue 2 après avoir fini 3e du National après avoir été quatrième lors de l'avant-dernière journée.

## Avant-saison
L'avant-saison est marquée par l'arrivée dans le monde professionnel. Ne pouvant jouer à Erbajolo, le stade n'état pas aux normes pour la Ligue 2, les Cabistes demandèrent alors aux SC Bastia de prêter leur stade, ce qu'il accepte tout comme la LFP, le CAB peut donc participer pour la première fois de leur histoire en Ligue 2.

### Objectif du club
L'objectif du club est clairement le maintien en Ligue 2.

## Mouvements

### Transferts
La période de transferts est marquée par de très nombreuses arrivées, 16 arrivées au total pour seulement 6 départs
| Été                    |              |                                 |                               |                                         |
| Nom                    | Nationalité  | Transfert                       | Provenance/Destination        | Division                                |
| Arrivées               |              |                                 |                               |                                         |
| Florent Rouamba        | Burkina Faso | Transfert (Mercato hivernal)    | Charlton Athletic             | Npower Championship                     |
| Sunday Mba             | Nigeria      | Transfert (Mercato hivernal)    | Warri Wolves                  | Championnat du Nigeria de football 2013 |
| Jonathan Rivas         | France       | Prêt (Mercato hivernal)         | La Berrichonne de Châteauroux | Ligue 2                                 |
| Clément Fabre          | France       | Prêt (Mercato hivernal)         | Tours Football Club           | Ligue 2                                 |
| Salim Moizini          | France       | Transfert                       | Paris FC                      | National                                |
| Massiré Kanté          | France       | Transfert                       | Le Mans FC                    | Ligue 2                                 |
| Aadil Assana           | France       | Prêt(Prêt pour une demi-saison) | AS Monaco B                   | CFA                                     |
| Jean-Jacques Mandrichi | France       | Transfert                       | Red Star Football Club        | National                                |
| Alexandre Cropanese    | France       | Transfert                       | Montpellier Hérault B         | CFA 2                                   |
| Dominique Agostini     | France       | Transfert                       | Sporting Club de Bastia       | Ligue 1                                 |
| Mamadou Camara         | France       | Prêt                            | En Avant de Guingamp          | Ligue 1                                 |
| Naby Damba             | Guinée       | Transfert                       | CA Bastia B                   |                                         |
| Christophe Vincent     | France       | Prêt                            | SC Bastia B                   | CFA 2                                   |
| Jérôme Phojo           | France       | Prêt                            | AS Monaco B                   | CFA                                     |
| Antoine Philippon      | France       | Transfert                       | ESTAC                         | Ligue 2                                 |
| Raphaël Romey          | France       | Transfert                       | Gazélec d'Ajaccio             | Ligue 2                                 |

| Été                  |             |                       |                                       |                        |
| Nom                  | Nationalité | Transfert             | Provenance/Destination                | Division               |
| Départs              |             |                       |                                       |                        |
| Aadil Assana         | France      | Retour de prêt        | AS Monaco B                           | CFA                    |
| Romain Poletti       | France      | Transfert             | FC Nantes B                           | CFA                    |
| Gaëtan Salert        | France      | Transfert             | Union Sportive Salières Aigues-Mortes | DH Languedoc-Rousillon |
| Johan Blonbou        | France      | Contrat non renouvelé | Joueur libre                          | -                      |
| Christophe Samuel    | France      | Transfert             | SC Bastia B                           | CFA 2                  |
| Paul-Louis Tamburini | France      | Transfert             | AS Furiani-Agliani                    | CFA 2                  |

### Prolongations de contrat
Romain Pastorelli

## Déroulement de la saison

### Matchs de préparation
Les matchs de préparation ont commencé le 12 juillet à Corte contre l'AC Ajaccio. Après 5 buts marqués dans cette rencontre, ce seront finalement les Ajacciens qui l'emporteront lors de la toute dernière action du match sur un But contre son camp de Christophe Vincent. Le premier match de la saison professionnelle commence très très mal pour les Cabistes. À Furiani, les Cabistes affrontent leur rival, le SC Bastia pour y jouer un match amical. Les Noirs s'y imposeront 1-2. De nouveau à Corte, les Noirs agneront ensuite le match contre le Gazélec Ajaccio après pourtant avoir été mené 2-1.
À L'Île-Rousse, pour y disputer le tout dernier match amical avant le déplacement à Bollaert à Lens à l'occasion su tout premier match professionnel de leur histoire, les Bastiais terminent très très bien leur tournée et leur préparation à la Ligue 2 en s'imposant 0-5. Les amateurs de L'Île-Rousse avaient pourtant fait jeu égal aux Bastiais. Les Bastiais profitaient des erreurs défensives des pensionnaires de CFA 2 pour marquer 2 buts.

### Championnat
Voir tous les résultats sur : 

## Ligue 2
La saison 2013-2014 de Ligue 2 est la soixante-quinzième édition du championnat de France de football de seconde division et la douzième sous l'appellation « Ligue 2 ». La division oppose vingt clubs en une série de trente-huit rencontres. Les trois meilleurs de ce championnat sont promus en Ligue 1 tandis que les trois derniers de ce championnat sont relégués en National.
Les promus de la saison précédente, l'AS Monaco, champion de Ligue 2 en 2012-2013, l'En Avant de Guingamp, qui retrouve depuis très longtemps l'élite du football français, et le FC Nantes, sont remplacés par l'AS Nancy, l'ESTAC et le Stade brestois 29. Les relégués de la saison précédente, Le Mans, qui rejoint la sixième division pour des problèmes financiers (18e), le CS Sedan, lui aussi relégué en cinquième division pour les mêmes raisons (19e) et le Gazélec d'Ajaccio qui retourne d'où il vient sont remplacés par le FC Metz, champion de National , l'US Créteil-Lusitanos, deuxième puis le CA Bastia, promu en Ligue 2 pour la première fois de son histoire.

### Coupe de France
Lors de leur première saison professionnelle, les Cabistes réalisent une superbe aventure en Coupe de France en se faisant sortir en Quarts de finale par l'équipe du SCO d'Angers 4-2 en prolongations.
L'aventure a failli s'arrêter dès leur entrée en lice face à un modeste club de DH, l'Avant-Garde de Plouvorn. En effet, les finistériens avaient ouvert le score dès la 10e minute sur une grosse perte de balle d'Oswald après une touche bastiaise. Les Cabistes poussèrent donc et trouvèrent enfin la faille sur un coup franc de Salis cafouillé par la défense mais repris par Damba après 66 minutes de jeu. Il a donc fallu attendre les tirs au but pour départager les deux équipes et décider ainsi qui sera au 8e tour de la Coupe de France. Il a fallu attendre le 14e tir au but pour qu'Aadil Assana envoie les Corses au huitième tour de la compétition. Une haie d'honneur a ensuite été réalisée par les "Bleus" (car ils jouaient en bleu) à la fin du match. Les Cabistes affrontèrent un adversaire beaucoup plus facile à jouer, le club de Chassieu-Décines, club de 7e division française. Les Corses s'imposent facilement 0-2 grâce à deux buts de Di Fraya. En trente-deuxièmes de finale, les Cabistes ont été tirés avec La Roche-sur-Yon Foot. Le match est marqué par un magnifique but du gardien remplaçant du CAB, Antoine Philippon, qui, en voulant dégager le ballon, l'envoya dans le but adverse grâce au vent en gagnant 0-3 dans les ... prolongations. Mais quelques jours après la victoire des Cabistes sur les Vendéns, les Yonnais posent une réserve contre le club corse. La raison ? Un joueur qui ne devait pas être aligné lors du match des 32èmes de finale. Par conséquent, lors du tirage au sort, le nom des deux clubs avaient été écrits sur le papier. Le club qualifié affronter les Chamois niortais, lui aussi pensionnaire de Ligue 2 mais celle-ci sera finalement rejetée par La commission fédérale de la FFF. Par conséquent, ce sont les Cabistes qui restent qualifiés pour les 16èmes et qui affronteront bien Niort à Furiani. Les Cabistes profitent de cette décision pour jouer les 16es de finale contre un autre club de Ligue 2 de la même division, les Chamois niortais. Le début commence plutôt bien puisque les bastiais ouvrent le score à la 35e minute sur un but de Mamadou Camara sur une magnifique tête après un coup franc. Jérôme Lafourcade égalise ensuite sur un contre-pied dans la lucarne gauche. Les chamois vont même mener au score pour la première fois du match sur un but malheureux contre son camp de Yohan Oswald sur un centre pourtant inoffensif. Mais heureusement pour les Noirs, l'inévitable Sunday Mba va arracher une égalisation qui semblait pourtant inespérée. Aux tirs au but, la loterie est finalement emportée par les Noirs de Bastia qui continue l'aventure en Coupe de France de manière incroyable vu le classement en championnat, tandis que pour les blancs de Niort c'est terminé pour eux et doivent désormais se concentrer uniquement sur le championnat pour essayer d'arracher une place sur le podium et une montée inattendue en Ligue 1. Malheureusement pour les Cabistes, leur folle aventure s'arrête au Stade Jean-Bouin contre le Angers SCO 4 buts à 2 après prolongations.

### Coupe de la Ligue
Le CA Bastia participe à la Coupe de la Ligue pour la première fois de son histoire. À cause d'un but marqué au bout du temps additionnel de la première mi-temps de Billel Omrani, le joueur prêté par l'Olympique de Marseille, les bastiais n'auront joué qu'un seul tour de Coupe de la Ligue cette saison.
| 1er tour de Coupe de la Ligue | CA Bastia (L2)                                                                 | 0 - 1   | Athlétic Club Arles-Avignon (L2)             | Stade Armand Cesari, Bastia                                               |                                                                           |
| 7 août 2013 20 h 00           | Vincent Le Mat 41e · Raphaël Romey 46e · Florent Marty 66e · Anthony Salis 73e | ( 0-1 ) | Billel Omrani 45+3e 55e · Hugo Rodriguez 31e | Spectateurs : 1 979 ou 1 981 selon L'Équipe Arbitrage : Nicolas Rainville | Spectateurs : 1 979 ou 1 981 selon L'Équipe Arbitrage : Nicolas Rainville |
| 7 août 2013 20 h 00           | LFP.fr                                                                         |         |                                              | Spectateurs : 1 979 ou 1 981 selon L'Équipe Arbitrage : Nicolas Rainville | Spectateurs : 1 979 ou 1 981 selon L'Équipe Arbitrage : Nicolas Rainville |